# Райская танагра
Райская танагра (лат. Tangara chilensis) — вид птиц из семейства танагровых. Распространён от восточной Колумбии до севера Боливии, Амазонской Бразилии, Французской Гвианы и Гайаны. 

## Описание
Длина тела птиц примерно 14 см; масса — около 20,5 г. Один из наиболее обычных и широко распространённых представителей рода в Амазонии. Встречаются во влажных лесах и прилегающих вторичных насаждениях; на высоте до 1300—2400 метров над уровнем моря. Оперение на голове ярко-зелёное, крылья чёрные, грудь и живот бирюзовые, клюв и ноги чёрные.

## Питание
Питаются беспозвоночными, которых отыскивают на тонких веточках лозы, перепрыгивая с ветки на ветку.

## Голос
Брачный крик очень высокий, тонкий, повышающийся — «фии»; обычная песня — щебетание.